# Nagy magyar helyesírási szótár
A Nagy magyar helyesírási szótár 2002-ben jelent meg a Szalay Könyvkiadó kiadásában (Pannon-Literatúra Kft., Kisújszállás, ISBN 9639450200).
A címében szereplő „nagy” szó arra utal, hogy készítői az elérhető legnagyobbnak szánták: 515 oldalán 36 145 címszót, valamint 116 009 szókapcsolatot és toldalékos alakot tartalmaz (ez azonban még mindig alatta marad a 2004-es Osiris-féle Helyesírásban feldolgozott 213 974 szóalaknak). Szakmailag dr. Szathmári István nyelvész, professor emeritus ellenőrizte; ajánlása a könyv hátsó fülén olvasható.
Bevezetője szerint általános céllal készült: diákoknak és átlagembereknek éppúgy, mint különféle szakmák, tudományágak művelőinek. A szótári tételek gyakoribb szókapcsolatai és összetételei mellett tájékoztat a tulajdonnevek ‑val/‑vel ragos és melléknévképzős alakjáról is.
Eligazít a nehezebb elválasztású szavak (tulajdonnevek, idegen és összetett szavak) megfelelő alakjáról, az elterjedtebb hazai és más nyelvi mozaikszavak terén (feloldásukat, jelentésüket és ragozott alakjukat is megadva), valamint – helyesírási szótáraktól szokatlan módon – a gyakoribb idegen szavak eredetét és szófaját is közli.
A címszavak félkövér betűvel szerepelnek; a szófaj, az eredet, az elválasztás és a rövidítések feloldása, továbbá az értelmezések, példamondatok pedig dőlttel.
Grétsy László az Édes Anyanyelvünk 2003. februári számában ismertette (15. oldal, „Egy új helyesírási szótárról”). Recenziójában elismeréssel szólt róla, csupán három apróbb hibát fedezett fel benne.